# Papyrus Heidelberg G 600
Der Heidelberger Septuaginta-Papyrus (P. Heid. Inv. G. 600 bzw. VHP I 1; Rahlfs Nr. 919) ist das Fragment einer Papyrushandschrift aus dem 7. Jahrhundert. Er bietet Teile des Buches Sacharja ab Kapitel 4 und das Buch Maleachi in griechischer Sprache (Septuaginta). Es sind 27 beschädigte Blätter im Format 34 × 25 cm erhalten, die in einer kunstvollen Unziale beschrieben sind. Der Text hat große Ähnlichkeit zum Codex Alexandrinus (A) und dem Codex Marchalianus (Q).
Die Fragmente wurden 1889 von dem Wiener Kunsthändler Theodor Graf in Ägypten erworben und 1901 der Universitätsbibliothek der Ruprecht-Karls-Universität Heidelberg überlassen. Sie befinden sich heute im Institut für Papyrologie der Ruprecht-Karls-Universität Heidelberg unter der Signatur P. Heid. Inv. G 600. Die Blätter wurden digitalisiert. Die inzwischen überholte Erstausgabe erfolgte 1893 durch William Henry Hechler in den Transactions of the 9th international congress of Orientalists, Bd.  2, London 1893, S. 331–333.

## Textausgabe
- Gustav Adolf Deissmann: Die Septuaginta-Papyri und andere altchristliche Texte der Heidelberger Papyrussammlung (Veröffentlichungen aus der Heidelberger Papyrussammlung 1). Carl Winter, Heidelberg 1905, S. 1–75 (online).